# En attendant (album de Volo)
Pour les articles homonymes, voir En attendant.
Albums de Volo
Bref...
(2008) C'est pas tout ça
(2010)
En attendant est le troisième album studio du groupe Volo, sorti en 2009 sous le label Opera-Music.

## Chansons[1]
1. Dimanche - 3.15
2. Pas De Requiem - 3.08
3. Réguler - 3.40
4. Tu Connais - 2.37
5. Évidence - 4.03
6. A Priori - 3.07
7. Couples - 3.22
8. La Mienne! - 3.13
9. Un P'tit Peu - 3.12
10. J'ai R'trouvé - 3.16
11. La Rupture - 3.26
12. Il Paraît - 3.49
13. Une Ballade - 2.46

## Crédits[3]

### Musiciens
- Frédéric Volovitch : paroles, chant, arrangements vocaux et guitare nylon.
- Olivier Volovich : paroles, chant, arrangements vocaux et guitare nylon.
- Hugues Barbet : guitare électrique et guitare folk.
- Théo Girard : contrebasse et basse.
- Enrico Mattioli : batterie.
- Laurian Daire : claviers.
- Michel Puyau : arrangements vocaux.

### Ingénieurs
- Rodolphe Sampieri : enregistrement, mixage.
- Alexis Bardinet : mastering.

### Designers
- Pierre-Antoine Thierry : photo jaquette.
- Rodolphe Sampieri et David Roquier : photos livret.